# Thomas Bolander
Thomas Bolander (født 20. oktober 1972) er en dansk professor ved DTU Compute, Danmarks Tekniske Universitet, hvor han forsker i kunstig intelligens. Meget af hans forskning handler om at udvikle kunstig intelligens evne til at tænke socialt, og hvordan man gør det muligt for fremtidens AI at navigere i sociale sammenhænge.  Thomas Bolander sidder i flere kommissioner, ekspertpaneler og bestyrelser herunder: medlem af SIRI-Kommissionen og TechDK kommissionen, bestyrelsen i Matematikcenter, og medarrangør af Science and Cocktails.. Han er desuden tidligere redaktør for journalen Studia Logica.
Bolander er kendt for sin videnskabsformidling. I 2006 blev han udnævnt, og er siden da blevet nomineret fire gange, til årets underviser på DTU. I 2019 modtog han også H.C. Ørsted Medaljen for forskningsformidling, som den anden modtager siden år 2000. 